# Gilbert M. Doolittle

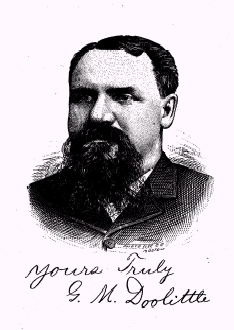
Gilbert M. Doolittle, 1889.

Gilbert M. Doolittle (* 1846 -1918) es considerado el padre de la cría de reinas industrialmente. 
Su libro Scientific queen-rearing as practically applied; being a method by which the best of queen-bees are (T. G. Newman, Chicago, 1888) se reimprimió en repetidas ocasiones. No fue el inventor de las cúpulas reales, pero si el primero que comprendió cómo se las debía preparar, describiendo las circunstancias en las cuales serían aceptadas por las abejas. Descubrió la siembra de larvas de un día de edad en las cúpulas, con jalea real en su interior. También predijo que las buenas reinas son producto de la abundancia de alimento.
Confeccionó varios folletos breves sobre apicultura y colaboró en Gleanings in Bee Culture durante muchos años. Su momento histórico fue crucial, porque coincidió con la expansión de la apicultura en Estados Unidos.
A él se debe el nombre de alimentador tipo Doolittle utilizado hasta la actualidad.